# فرانسيس إي. وليامز
فرانسيس إي. وليامز (بالإنجليزية: Frances E. Williams)‏ هي ناشِطة أمريكية، ولدت في 17 سبتمبر 1908 في إيست أورانج في الولايات المتحدة، وتوفيت في 2 يناير 1995 في لوس أنجلوس في الولايات المتحدة.

## وصلات خارجية
- الموقع الرسمي
- فرانسيس إي. وليامز على موقع IMDb (الإنجليزية)
- فرانسيس إي. وليامز على موقع قاعدة بيانات الفيلم (الإنجليزية)